# Едж (остров)
Едж (на норвежки: Edgeöya) е остров в Северния ледовит океан, трети по големина в норвежкия архипелаг Свалбард. Разположен е в югоизточната част на архипелага. Площ – 5074 km². На запад протока Стурфиорд го отделя от най-големия остров Шпицберген, а на север протока Фримен – от остров Баренц. Бреговете му са високи и стръмни, но за разлика от останалите острови на архипелага са по-слабо разчленени, като само на юг дълбоко в сушата се вдава залива Хювфиорд. Изграден е основно от пясъчници и шисти. Релефът е платовиден с височина до 716 m. Ледената шапка заема 1880 km² от площта му, като от нея към океана се спускат дълги ледени езици: Стуне, Крал Юхан и др. Свободните от лед участъци са заети от арктична тундра, в която виреят основно мъхове и лишеи. На сушата обитават северни елени, а по крайбрежието – моржове и бели мечки. Няма постоянни населени места.
Остров Едж е открит през 1613 г. от английския полярен мореплавател Томас Едж и наименуван в негова чест.